# فرانسواز نیمال
فرانسواز نیمال (به فرانسوی: Françoise Nimal) نویسنده قرن بیستم میلادی اهل فرانسه است.